# Eidskog
Eidskog é uma comuna da Noruega, com 641 km² de área e 6 431 habitantes (censo de 2004).     
Pertence à rede das Cidades Cittaslow.